# Clairvaux-les-Lacs
Clairvaux-les-Lacs – miejscowość i gmina we Francji, w regionie Burgundia-Franche-Comté, w departamencie Jura.
Według danych na rok 1990 gminę zamieszkiwało 1361 osób, a gęstość zaludnienia wynosiła 111 osób/km² (wśród 1786 gmin Franche-Comté Clairvaux-les-Lacs plasuje się na 118. miejscu pod względem liczby ludności, natomiast pod względem powierzchni na miejscu 320.).